# Локомотив (Сміла)
Футбольний клуб «Локомотив» — український футбольний клуб, з міста Сміли Черкаської області.

## Всі сезони в незалежній Україні
| Сезон   | Чемпіонат     | Чемпіонат | Чемпіонат | Чемпіонат | Чемпіонат | Чемпіонат | Чемпіонат | Чемпіонат | Кубок        | Кубок | Кубок | Кубок | Кубок | Кубок | Кубок | Примітка                                                 |
| Сезон   | Ліга          | Місце     | І         | В         | Н         | П         | М         | О         | Етап         | І     | В     | Н     | П     | М     | О     | Примітка                                                 |
| ------- | ------------- | --------- | --------- | --------- | --------- | --------- | --------- | --------- | ------------ | ----- | ----- | ----- | ----- | ----- | ----- | -------------------------------------------------------- |
| 1994/95 | —             | —         | —         | —         | —         | —         | —         | —         | 1/128 фіналу | 1     | 0     | 0     | 1     | 0−2   | 0     |                                                          |
| 1995/96 | —             | —         | —         | —         | —         | —         | —         | —         | 1/128 фіналу | 1     | 0     | 1     | 0     | 1−1   | 1     |                                                          |
| 1996/97 | Друга Група Б | 13 з 17   | 32        | 9         | 10        | 13        | 29−37     | 37        | 1/64 фіналу  | 2     | 1     | 0     | 1     | 2−1   | 2     |                                                          |
| 1997/98 | Друга Група Б | 11 з 17   | 32        | 10        | 9         | 13        | 34−40     | 39        | 1/128 фіналу | 1     | 0     | 0     | 1     | 1−2   | 0     |                                                          |
| 1998/99 | Друга Група Б | 15 з 16   | 0         | 0         | 0         | 0         | 0−0       | 0         | 1/128 фіналу | 2     | 0     | 0     | 2     | 1−5   | 0     | знявся із змагань після 7-го туру, результати анульовано |
| Всього  | Друга         | 2 сезони  | 64        | 19        | 19        | 26        | 63−77     | 57        | >5 сезонів   | 7     | 1     | 1     | 5     | 5−11  | 3     |                                                          |